# Kathleen Pruitt
Kathleen Pruitt, née le 26 décembre 1982, est une ancienne coureuse cycliste américaine, spécialiste de la descente et du dual slalom en VTT.

## Palmarès en VTT

### Championnats du monde
- Åre 1999
  -  Médaillée d'argent de la descente juniors
- Sierra Nevada 2000
  -  Championne du monde de descente juniors
- Lugano 2003
  - 6e au championnat du monde de descente
- Les Gets 2004
  - 6e au championnat du monde de descente
- Livigno 2005
  - 7e au championnat du monde de descente
- Rotorua 2006
  - 10e au championnat du monde de descente
- Fort William 2007
  - 9e au championnat du monde de descente
- Val di Sole 2008
  - 7e au championnat du monde de descente
- Canberra 2009
  -  Médaillée de bronze de la descente

### Coupe du monde
- Coupe du monde de descente
  - 9e en 2002
  - 9e en 2003
  - 9e en 2004

- Coupe du monde de dual Slalom
  - 9e en 2001

### Championnat des États-Unis
- 2007
  -  Championne des États-Unis de descente
- 2009
  - 2e du championnat des  États-Unis de descente